# Alchemilla elisabethae
Alchemilla elisabethae é uma espécie de rosácea do gênero Alchemilla, pertencente à família Rosaceae.